# Yannick Maden
Yannick Maden (sinh ngày 28 tháng 10 năm 1989) là vận động viên quần vợt người Đức, người đã hoàn thành phần chính ở ITF Futures Circuit.
Maden có trận ATP chính thức đầu tiên ở Giải quần vợt châu Âu Mở rộng 2016, nơi anh thua hạt giống số 5 của giải là Gilles Simon ở vòng một.